# Matilde de Hackeborn
Matilde de Hackeborn (Helfta, c. 1241 – Helfta, 19 de novembro de 1298), também conhecida como Matilde de Helfta foi uma monja beneditina, mística, nobre e santa católica. Sua festa é celebrada em 19 de novembro.

## Nascimento
Mechthild von Hackeborn-Wippra nasceu no castelo de Helft, Saxônia, membro da família nobre dos barões de Hackeborn e de Wippra, uma das mais poderosas da Turíngia.. Nasceu tão frágil que se chegou a acreditar estar morta, mas quando o padre foi batizá-la profetizou que ela chegaria a ser santa e que Deus realizaria grandes coisas através dela.

## Ingresso no mosteiro
Em 1248, com sete anos de idade, visitou com sua mãe a sua irmã Gertrudes de Hackeborn, que na altura era monja no mosteiro de Rodardsdorf. Atraída pelo ambiente monástico, permaneceu no mosteiro, se ingressando como educanda. Três anos depois, em 1251, Gertrudes se torna abadessa com a idade de dezenove anos regendo a comunidade até 1291. Em 1258, devido a escassez de água, as monjas se mudaram para Helfta. Este novo mosteiro chegaria a prosperar tanto economicamente como culturalmente e espiritualmente.

## Atividade
Gertrudes formou a sua irmã com vistas ao cargo que lhe ia confiar: maestra da escola para meninas, e formadora das noviças e das jovens professoras. Em 1261, exercendo o cargo de maestra, recebe a seus cuidados a uma menina chamada Gertrudes, de então cinco anos de idade, que mais viria a ser conhecida como Gertrudes de Helfta (Santa Gertrudes, a Grande). Por seus dotes naturais para o canto, Matilde foi também maestra de coral. A tradição acabou chamando-a "Rouxinol de Cristo".
Matilde desempenhou seu trabalho silenciosamente até os cinquenta anos. Desde jovem tinha experiências místicas, porém nunca escreveu nada. Em 1291, sua irmã Gertrudes de Hackeborn morreu e a partir daí começou a adoecer constantemente e a passar períodos de cama. A nova abadessa, Sofia de Querfurt, vendo a progressiva decadência física de Matilde, mandou que as monjas recorressem a todos os dados e notas que ela tinha tomado durante o seu magistério, para ser base de sua história. A encarregada especial para este trabalho foi Gertrudes de Helfta. Isso foi feito às escondidas da doente, mas depois, quando informada, confirmou o conteúdo do livro. O resultado foi Livro da Graça Especial.

## Livro da Graça Especial
Este livro é constituído por sete partes. Nas primeiras se recolhem as experiências místicas de Matilde em torno das festas litúrgicas. A terceira e quarta reúnem os ensinamentos referentes a salvação do homem e as suas virtudes. A quinta parte está dedicada às almas dos defuntos. A sexta é uma breve biografia de Gertrudes de Hackeborn, irmã de Matilde. A sétima parte descreve os últimos dias de Matilde e sua morte.
Doutrinariamente, o livro se centra na vida espiritual monástica: Liturgia das Horas, Lectio Divina, Eucaristia. No centro de tudo está o Coração de Jesus, símbolo do amor divino, encontrando-se neste livro uma das referências mais antigas desta devoção.
Ocupa um papel importante o tema mariológico. Apoia três dogmas marianos: A Imaculada Conceição de Maria, sua maternidade divina, e a concepção virginal de Jesus. Além disso inaugurou a devoção mariana de rezar diariamente três Ave Marias pedindo a especial proteção de Maria.
No que diz respeito às virtudes, se desenrola a ideia da suplência de Cristo. Jesus supre com seus méritos e virtudes a insuficiência do homem para salvar-se.

## Morte
Matilde morreu em 19 de novembro de 1299 no Mosteiro de Helfta. A fama e importância que se atribuiu à sua discípula Santa Gertrudes de Helfta acabou por fazer sombra a Matilde, que passou a segundo plano a partir do século XVI.